# Cao Lãnh (huyện)
Cao Lãnh là một huyện cũ thuộc tỉnh Đồng Tháp, Việt Nam.

## Địa lý
Huyện Cao Lãnh nằm ở phía bắc sông Tiền, cách thành phố Cao Lãnh 8 km về phía đông nam, có vị trí địa lý:
- Phía đông giáp huyện Tháp Mười và tỉnh Tiền Giang
- Phía tây giáp huyện Thanh Bình, thành phố Cao Lãnh và tỉnh An Giang
- Phía nam giáp thành phố Sa Đéc và hai huyện Lấp Vò, Châu Thành qua sông Tiền
- Phía bắc giáp huyện Tam Nông.

Huyện Cao Lãnh có diện tích 491,61 km², dân số năm 2019 là 197.614 người, mật độ dân số đạt 403 người/km².
Nằm trong vùng kinh tế phía Bắc của tỉnh, huyện Cao Lãnh có hệ thống đường thủy dài 170 km gồm sông Tiền, sông Cần Lố, các kênh đào Nguyễn Văn Tiếp, An Phong-Mỹ Hoà, An Long và nhiều sông rạch nhỏ; đường bộ dài 464 km, trong đó có 70 km tuyến đường chính, gồm 3 tuyến Tỉnh lộ ĐT 844, ĐT 846, ĐT 847, đặc biệt có 36 km đường Quốc lộ 30 là cửa ngõ quan trọng của tỉnh đi Thành phố Hồ Chí Minh và các tỉnh trong khu vực.
Trên địa bàn huyện có di tích lịch sử cấp quốc gia là Khu di tích Xẻo Quýt và 4 di tích lịch sử-văn hóa cấp tỉnh (căn cứ của Huyện ủy Cao Lãnh, Sự kiện chống lấn chiếm Vàm Xáng Mỹ Thọ, chùa cổ Bửu Lâm và Đình Thần Mỹ Long).

## Hành chính
Huyện Cao Lãnh có 18 đơn vị hành chính cấp xã trực thuộc, bao gồm thị trấn Mỹ Thọ (huyện lỵ) và 17 xã: An Bình, Ba Sao, Bình Hàng Tây, Bình Hàng Trung, Bình Thạnh, Gáo Giồng, Mỹ Hiệp, Mỹ Hội, Mỹ Long, Mỹ Thọ, Mỹ Xương, Nhị Mỹ, Phong Mỹ, Phương Thịnh, Phương Trà, Tân Hội Trung, Tân Nghĩa.
| Đơn vị hành chính cấp xã  | Thị trấn Mỹ Thọ | Xã An Bình | Xã Ba Sao | Xã Bình Hàng Tây | Xã Bình Hàng Trung | Xã Bình Thạnh | Xã Gáo Giồng | Xã Mỹ Hiệp | Xã Mỹ Hội | Xã Mỹ Long | Xã Mỹ Thọ | Xã Mỹ Xương | Xã Nhị Mỹ | Xã Phong Mỹ | Xã Phương Thịnh | Xã Phương Trà | Xã Tân Hội Trung | Xã Tân Nghĩa |
| ------------------------- | --------------- | ---------- | --------- | ---------------- | ------------------ | ------------- | ------------ | ---------- | --------- | ---------- | --------- | ----------- | --------- | ----------- | --------------- | ------------- | ---------------- | ------------ |
| Diện tích (km²)           |                 |            |           |                  |                    |               |              |            |           |            |           |             |           |             |                 |               |                  |              |
| Dân số (người)            |                 |            |           |                  |                    |               |              |            |           |            |           |             |           |             |                 |               |                  |              |
| Mật độ dân số (người/km²) |                 |            |           |                  |                    |               |              |            |           |            |           |             |           |             |                 |               |                  |              |
| Số đơn vị hành chính      |                 |            |           |                  |                    |               |              |            |           |            |           |             |           |             |                 |               |                  |              |

### Thời Pháp thuộc

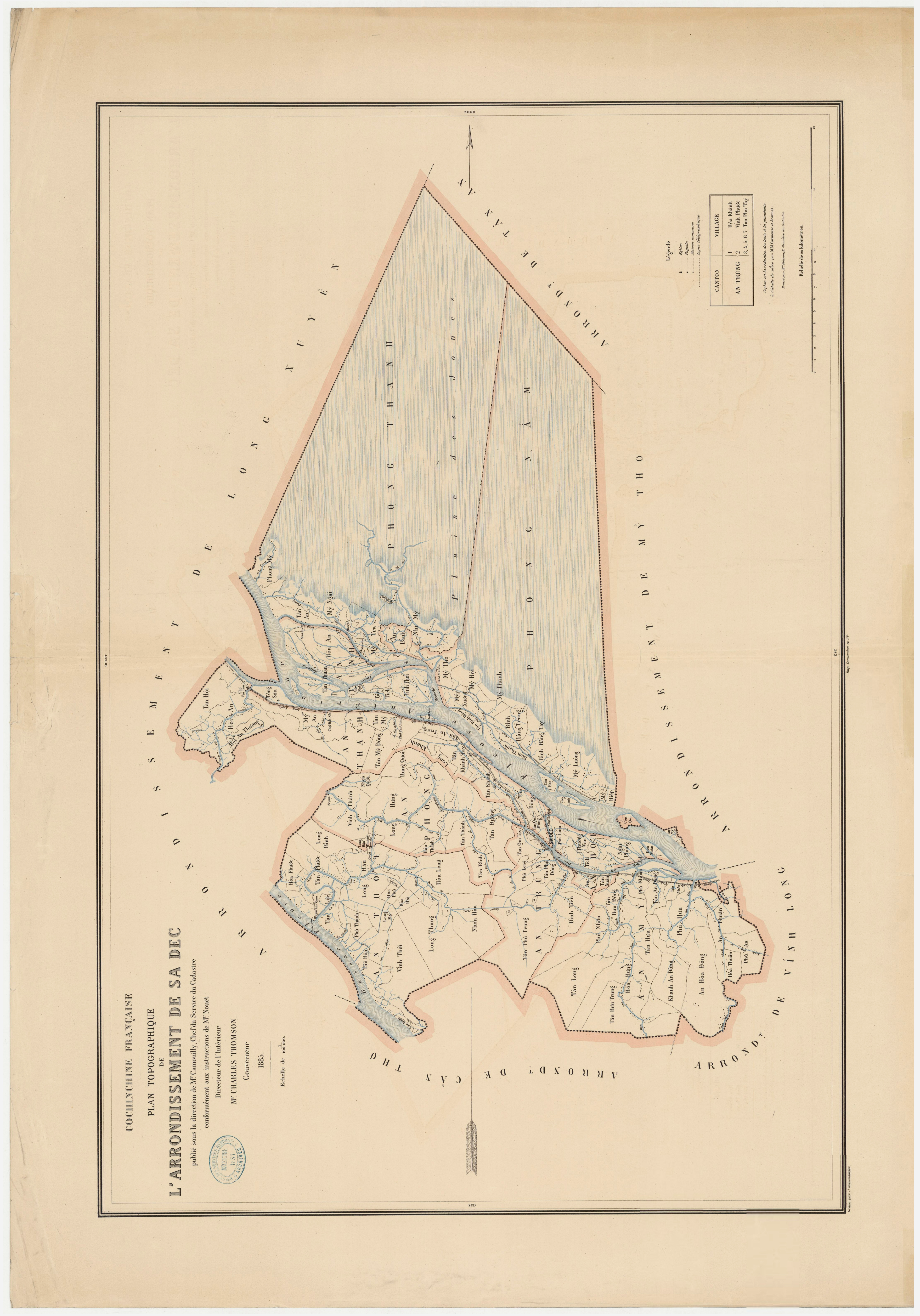
Bản đồ hạt Sa Đéc năm 1885. Vùng đất huyện Cao Lãnh hiện nay lúc bấy giờ thuộc hai tổng Phong Nẫm và Phong Thạnh

## Lịch sử